# Kolisnykiwka (hromada Szewczenkowe)
Kolisnykiwka (ukr. Колісниківка) – wieś na Ukrainie, w obwodzie charkowskim, w rejonie kupiańskim. W 2001 liczyła 126 mieszkańców, spośród których 119 posługiwało się językiem ukraińskim, a 7 rosyjskim.